# Gē
L'ascia-daga (戈 in caratteri cinesi tradizionali, Gē in pinyin e ko in Wade-Giles) era un'antica arma inastata in uso alle truppe di fanteria cinesi dal tempo della Dinastia Shang (XVI-XI secolo a.C.) a quello della Dinastia Han (II secolo a.C.-II secolo). Consisteva di una lama di daga innestata perpendicolarmente in un bastone. A volte, questa testa metallica (bronzo o ferro, gli esemplari in giada avevano valenza cerimoniale), poteva presentare una seconda lama di falce.

## Storia
Apparsa durante il regno della Dinastia Shang, l'ascia-daga restò in uso alle truppe di fanteria dei regni cinesi per secoli. Al momento dell'unificazione della Cina sotto la Dinastia Qin (221 a.C.-206 a.C.), divenne arma inastata d'ordinanza della fanteria imperiale, venendo prodotta in milioni di esemplari. Dopo quasi un millennio, l'ascia daga, nata come arma in bronzo e poi riconfigurata quale arma in ferro, sparì bruscamente dagli arsenali cinesi dopo il regno della Dinastia Han, nel III secolo.
I ritrovamenti archeologici di gē realizzate in giada ha portato gli studiosi ad approfondire il significato simbolico attribuito dalla società della Cina antica a quest'arma. Il rinvenimento di piccoli esemplari utilizzati con buona probabilità come pendagli e la presenza delle gē di giada nei corredi funebri di molti aristocratici cinesi del tempo ha confermato la sicura importanza dell'arma nel complesso bagaglio simbolico dell'antichità sinica. La gē era, con buona probabilità, un simbolo di forza e potere, fors'anche un simbolo benaugurale.